# جنگ خلیج فارس
جنگ خلیج فارس، جنگی به رهبری ایالات متحده آمریکا و با همکاری ائتلافی از ۳۵ کشور مختلف بود که علیه عراق بعثی در واکنش به اشغال کویت توسط عراق انجام گرفت.
پایان جنگ ایران و عراق هم‌زمان با بروز تنش عراق و کویت بود. ارتش عراق در زمان حکومت صدام حسین و حزب بعث عراق در تاریخ ۱۱ مرداد ۱۳۶۹ (۱۹۹۰ میلادی) به کویت حمله و این کشور را اشغال کرد. عراق با این حمله باعث بروز بحرانی بین‌المللی گردید و اخطار شورای امنیت را نپذیرفت. آمریکا در سال ۱۳۶۹ (۱۹۹۱ میلادی) با ائتلافی از کشورهای دیگر به کویت و سپس به عراق حمله کرد و ارتش عراق را از کویت بیرون راند.
دلیل حمله عراق به کویت مشکل بدهی ۱۳۰ میلیارد دلاری عراق به کویت و تلاش عراق برای بازسازی اقتصاد عراق بود که در جنگ ایران و عراق نابود شده بود. عراق معتقد بود چون جنگ ایران و عراق به سود کشورهای عرب حوزه خلیج فارس بوده‌است، دولت‌های عربی باید بدهی ۱۳۰ میلیارد دلاری عراق را ببخشند. کویت زیر بار نرفت و تشنج با کویت بروز کرد. همچنین عراق معتقد بود کشورهای عربی باید فروش نفت را کم کنند تا قیمت آن افزایش یابد و از طریق این افزایش قیمت، عراق بتواند خسارت‌های خود را جبران نماید.
از جنگ «خلیج فارس» به عنوان جنگ اول خلیج فارس یاد می‌شود. از عملیات حمله آمریکا به عراق در ۹ اسفند سال ۱۳۶۹ خورشیدی (۱۹۹۱ میلادی) به عنوان طوفان صحرا یاد می‌شود.
این عملیات همچنین با عناوینی چون جنگ کویت، جنگ اول خلیج فارس، جنگ اول عراق و، تا پیش از حمله آمریکا به عراق در سال ۲۰۰۳، با نام جنگ عراق نیز شناخته می‌شد.
بنا بر گفته دانشنامه جنگ و صلح، این نبرد بزرگ‌ترین نبرد قرن بیستم پس از جنگ جهانی دوم از لحاظ تعداد تجهیزات و متحدان است. این جنگ بودجه ۱۰ میلیارد دلاری کشورهای عربی و ۱۸ میلیارد دلاری آمریکا را به دنبال داشت.

## پیشینه

### اوضاع اجتماعی عراق
حزب بعث عراق زمانی قدرت را به دست گرفت که عراق در میان بحران‌های عمیقی غرق شده بود. عراق بسیار پیش تر از قدرت‌گیری حزب بعث، بین گروه‌های اجتماعی، قومی، مذهبی و اقتصادی‌اجتماعی تقسیم شده بود. سنی دربرابر شیعه، عرب علیه کرد، رئیس قبیله در مقابل بازرگان شهری و کوچ‌نشین ضد روستایی. ثبات قدرت در کشوری که توسط چنددستگی‌ها و درگیری‌های سیاسی به هم ریخته بود، نیازمند پیشبرد استانداردهای زندگی بود. حزب بعث، نوسازی اقتصاد عراق را به همراه تشکیل یک دستگاه امنیتی قدرتمند برای جلوگیری از بروز کودتا در ساختار قدرت و جلوگیری از شورش‌های مردمی پیگیری کرد. حزب بعث به دقت روی برنامه‌های توسعه و رفاه اجتماعی نظارت می‌کرد.

### انقلاب ۱۳۵۷ ایران
در سال ۱۳۵۷، حکومت محمدرضا پهلوی در ایران با انقلاب اسلامی سرنگون شد و نظام جمهوری اسلامی به رهبری خمینی بر سر کار آمد. پس از انقلاب، کشمکش‌های مرزی بین ایران و عراق به مدت ده ماه در مورد تسلط بر اروندرود که دو کشور را از هم جدا می‌سازد، بالا گرفت.

### جنگ ایران و عراق
عراق در تاریخ ۳۱ شهریور ۱۳۵۹ به ایران حمله کرد و وارد استان نفت خیز خوزستان شد. صدام حسین اعلام کرد از این پس خرمشهر ضمیمه خاک عراق است و یکی از شهرهای این کشور می‌باشد. صدام حسین برای دریافت کمک‌های نقدی و سیاسی به دیگر کشورهای عرب روی آورد. او با موفقیت توانست حمایت رونالد ریگان، رئیس‌جمهور آمریکا، را به دست آورد.
جنگ خونین هشت ساله به بن‌بست رسیده بود. ابتدا عراق و سپس ایران قطنامهٔ ۵۹۸ شورای امنیت را پذیرفتند. در این جنگ، تقریباً یک میلیون و هفتصد هزار نفر از هر دو طرف کشته شدند و اقتصاد هر دو کشور، که پیش از این سالم و رو به رشد بود، نابود شد. در پایان این جنگ، تغییر عمده‌ای در ترکیب دو کشور به‌وجود نیامد و مرزهای دو کشور همان مرزهایی بود که هشت سال قبل هم روی آن‌ها توافق بود.
عراق در حدود ۷۵ میلیارد دلار بدهی جنگی به بار آورد. استقراض از آمریکا باعث شد که عراق تبدیل به کشوری بدهکار شود. از طرفی، هیچ دستاوردی در جنگ با ایران نداشت، و این وضعیت برای صدام حسین، که به دنبال ملی‌گرایی عربی بود، شرم‌آور بود.
عراق در طول جنگ با ایران در دههٔ هشتاد میلادی مبالغ بسیار زیادی را از دیگر کشورهای عربی قرض گرفته بود. پس از جنگ با ایران، صدام حسین با هزینه‌های گزاف ساخت دوبارهٔ زیربنای عراق روبه‌رو بود.

## علل حمله عراق به کویت

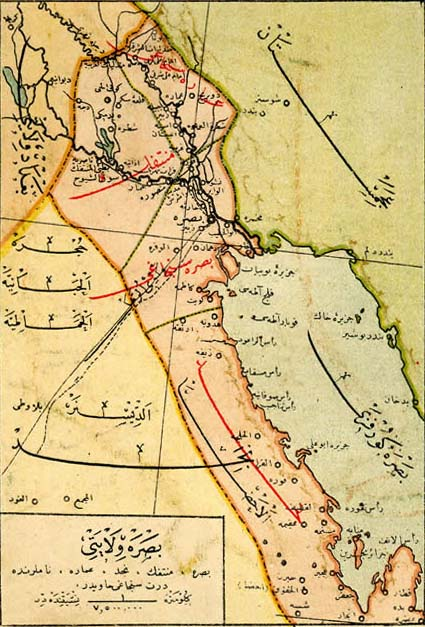
بخشی از یک نقشه دولت عثمانی در اوایل قرن بیستم که کویت در آن جزئی از ولایت بصره‌است.

کشور حمله‌کننده با رنگ قرمز و کشورهای دفاع‌کننده با رنگ آبی نمایش داده شده

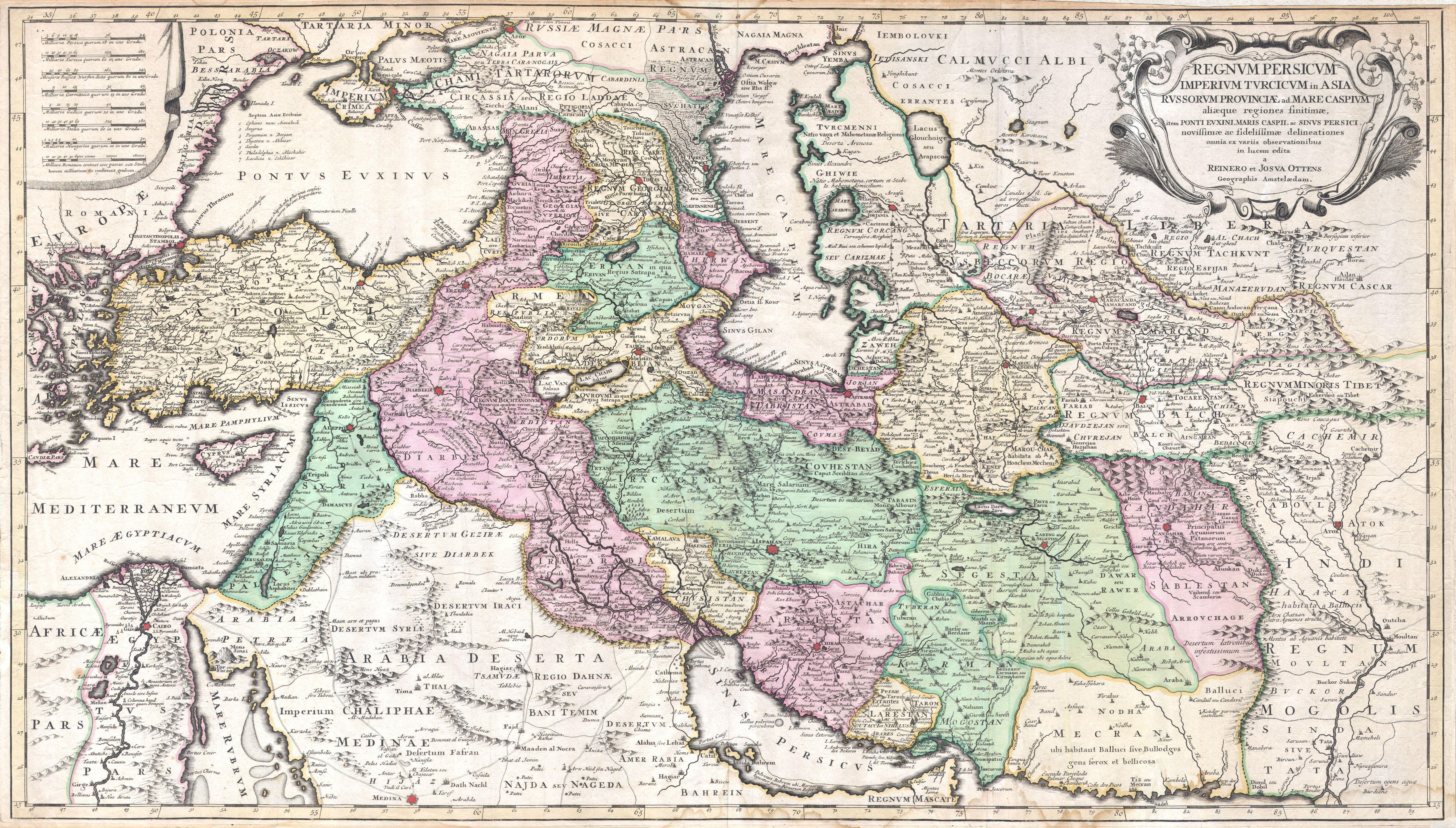
نقشه‌ای اروپایی از سال ۱۷۳۰ که کویت در آن خارج از مرزهای دولت عثمانی است.

پایان جنگ ایران و عراق مقارن با بروز کشمکش عراق، با همسایهٔ ثروتمندی به نام کویت بود. صدام حسین بر این باور بود که جنگ او با ایران باعث شده‌است که کویت از حملهٔ قریب‌الوقوع ایرانیان در امان باشد، و تأکید داشت که چون جنگش با ایران به سود کشورهای حوزهٔ خلیج فارس بوده‌است، دولت‌های عربی باید بخشی از بدهی عراق را ببخشند. پس با اصرار از کویت خواست که بدهی ۳۰ میلیارد دلاری عراق را، که برای جنگ با ایران گرفته شده بود، ببخشد. ولی کویتی‌ها زیر بار نرفتند.
صدام که در پی جمع‌آوری پول برای بازسازی عراق بود، به کشورهای صادرکنندهٔ نفت فشار آورد تا کمی از تولید خود بکاهند تا قیمت نفت بالاتر رود. کویت از کاهش تولید نفت سر باز زد. این کشور همچنین پیشگام کشورهای مخالف کاهش تولید نفت در اوپک شد. کویت مقادیر زیادی نفت استخراج می‌کرد تا بهای نفت را پایین نگه دارد؛ در حالی که عراق برای بازپرداخت بدهی‌های خود نیاز به فروش نفت به قیمت بالا داشت.
در همین زمان بود که صدام مخالفت خود با خطوط مرزی عراق-کویت (که در اصل توسط استعمارگران امپراتوری بریتانیا در سال ۱۳۰۱ تعیین شده بودند) را نشان داد. دلیل او این بود که این مرزها عراق را از دریا جدا کرده‌اند. در واقع، یکی از موارد وحدت‌ساز در کشوری مملو از تقسیمات اجتماعی، قومی، مذهبی و اقتصادی مثل عراق این بود که کشور کویت هیچ حقی برای موجودیت ندارد. ملی‌گرایان عراقی دست‌کم به مدت نیم قرن بر این نکته پافشاری می‌کردند که کویت از دیرباز بخش لاینفک عراق بوده و تنها زمانی موجودیت مستقلی پیدا کرده که امپریالیست‌های بریتانیایی اراده کرده‌اند. آخرین اختلافات عراق و کویت در دهه ۱۹۷۰ و قبل از جنگ ایران و عراق مربوط به جزیره بوبیان بوده‌است. صدام در سفر خود به ایران پس از قرارداد ۱۹۷۵ طی مصاحبه‌ای گفته بود زمانی به کویت سفر خواهد کرد که موضوع جزیره بوبیان حل شود. صدام باور داشت که بوبیان متعلق به عراق است اما حاضر است آن را از کویت اجاره کند. در تمام نقشه‌های عراق تا قبل از جنگ ایران و عراق، بوبیان جزئی از عراق ترسیم شده‌است.
ذخایر نفتی کویت نیز خود باعث افزایش تنش در منطقه بود. این ذخایر تقریباً با ذخایر نفت عراق برابر بودند (در حالی که جمعیت کویت تنها ۲ میلیون و جمعیت عراق ۲۵ میلیون نفر بود). عراق و کویت روی هم ۲۰ درصد ذخایر شناخته‌شدهٔ نفت جهان را دارا بودند.
کمی بعد، پادشاهی کویت با حفر چاه‌هایی که عراق فکر می‌کرد داخل منطقهٔ مرزی مورد مشاجرهٔ دو کشور است، باعث خشم صدام شد و او به آمریکا شکایت کرد. هر چند که بحران اقتصادی عراق به مدت چندین سال بود که ادامه داشت ولی صدام می‌خواست به‌وسیلهٔ پول نفت به آن پایان دهد. او هنوز ارتش با تجربه و تا بن دندان مسلح خود را داشت و گهگاه از آن برای تأثیرگذاری روی روابط منطقه‌ای استفاده می‌کرد. صدام چندی بعد دستور حرکت نیروهایش به مرز کویت را داد.
در حالی که روابط عراق و کویت روز به روز به وخامت می‌گرایید، صدام اخباری مبنی بر تهدیدات آمریکا دربارهٔ پاسخگویی نظامی به عراق دریافت می‌کرد.
صدام در تاریخ ۲۵ ژوئیه ۱۹۹۰ م. طی یک ملاقات اضطراری با ایپریل گلاسپی، سفیر آمریکا در عراق تمایل خود به ادامهٔ گفتگوها را ابراز داشت. با همین هدف بود که جرج بوش پدر و جیمز بیکر اظهار داشتند که نمی‌خواهند در این میان از زور استفاده شود، و آن‌ها نسبت به اختلافات مرزی عراق و کویت بی‌طرف می‌مانند و خود را وارد ماجرا نخواهند کرد. کمی بعد، مذاکرات سران عراق و کویت به شکست انجامید. سپس صدام فرمان پیش‌روی نیروهای خود به داخل خاک کویت را داد.
هر چند که اطلاعات دست اولی پیرامون انگیزهٔ صدام از حمله به کویت در دست نیست، ولی با در نظر گرفتن دیدگاه صدام پیش از جنگ و علامت‌های واشینگتن می‌توان حدس زد که دلیل اصلی حمله به کویت مشکل بدهی‌های بعد از جنگ عراق و تلاش‌های بیهودهٔ صدام برای بازسازی زیربنایی، احیای اقتصاد نابودشده و تثبیت موقعیت سیاسی عراق بود. برخی نیز به‌دست آوردن منابع کافی برای حمله مجدد به ایران را از علل حمله صدام به کویت می‌دانند.

## اشغال کویت

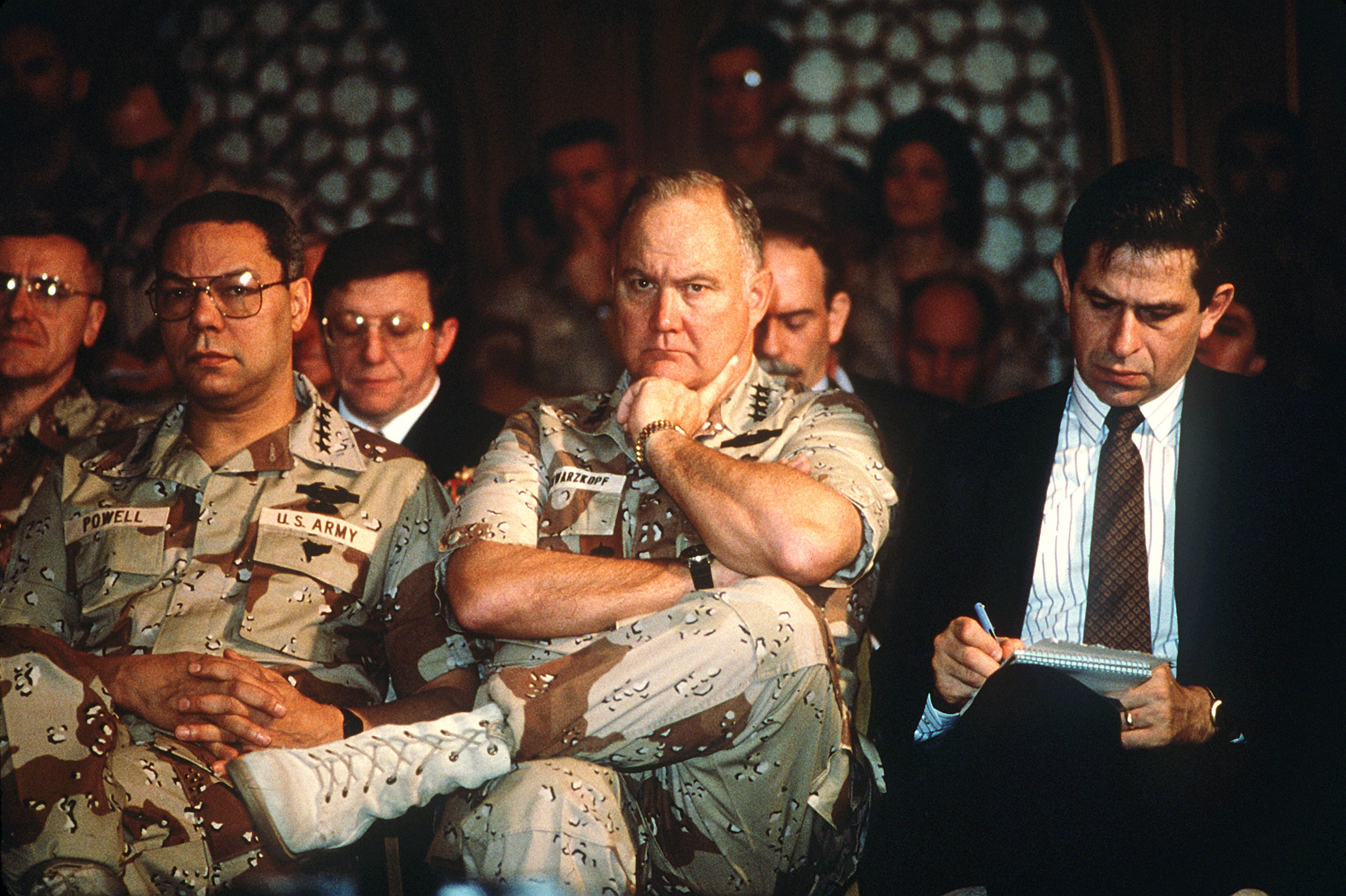
از چپ: کالین پاول رئیس ستاد مشترک، نورمن شوارتسکف (فرمانده نیروهای آمریکایی در جنگ) و پال ولفوویتز معاون وزیر دفاع در کنفرانسی در جریان جنگ.

صدام در تاریخ ۱۱ مرداد ۱۳۶۹ (۱۹۹۰) به کویت حمله و خاک آن را ظرف ۱۳ ساعت اشغال و به عراق ضمیمه کرد و با این کار باعث بروز بحران‌های بین‌المللی شد. اشغال کویت به معنای آن بود که صدام با احتساب ذخایر نفتی کویت دارای ۲۰ درصد ذخایر نفت جهان شده بود.
آمریکا در بهمن‌ماه سال ۱۳۶۹ (۱۹۹۱) با ائتلافی از نیروهای سازمان ملل متحد به کویت یورش برده و نیروهای عراقی را از این کشور بیرون راند.
جورج هربرت واکر بوش، رئیس‌جمهور آمریکا در روزهای نخست با احتیاط رفتار کرد. کویت قبل از اشغال از سویی یکی از دشمنان سرسخت اسرائیل بود و جزو کشورهای سلطنتی حوزهٔ خلیج فارس به‌شمار می‌رفت که با شوروی روابط دوستانه داشت، از سوی دیگر سیاست‌گذاران خارجی، کارشناسان خاورمیانه و منتقدان نظامی واشینگتن و کارخانه‌هایی که سرمایه‌گذاری‌های سنگینی در منطقه کرده بودند نگرانی‌های زیادی در مورد ثبات منطقه داشتند. این حمله باعث ترس از این شد که بهای نفت جهانی و در نتیجه اقتصاد جهانی در خطر قرار گیرد؛ کویت تقریباً ده درصد کل ذخایر نفت خام را در اختیار داشت. به احتمال زیاد، هنگامی که مارگارت تاچر، نخست‌وزیر سرسخت بریتانیا که از دوستان وفادار آمریکا در دورهٔ ریگان-بوش بود، به آمریکا رفته بود، بوش را به جنگ با عراق راضی کرد. بریتانیا نسبت‌به آمریکا روابط تاریخی بیشتری با کویت داشت. این روابط به سال‌های استعمار کویت از سوی بریتانیا برمی‌گشت. این کشور همچنین سود زیادی از بابت سرمایه‌گذاری‌های خود در کویت برداشت می‌کرد.
همکاری بین ایالات متحده و شوروی باعث شد تا موضوع به شورای امنیت سازمان ملل فرستاده شود. این شورا تصمیم گرفت که اگر صدام نیروهای خود را طبق برنامه زمان‌بندی‌شده از کویت خارج نکند، اجازهٔ استفاده از زور علیه این کشور را خواهد داد. سیاست‌مداران آمریکایی از این می‌ترسیدند که عراق قصد حمله تلافی‌جویانه به کشور نفت‌خیز عربستان سعودی، که از دههٔ چهل میلادی از دوستان نزدیک آمریکا به‌شمار می‌رفت و مخالف اشغال کویت بود، را داشته باشد. آنگاه، آمریکا و گروهی از کشورهای متحدش، شامل مصر، سوریه و چکسلواکی، دسته‌های بزرگی از نیروهایشان را به مرز عربستان و کویت و عراق فرستادند تا ارتش عراق را، که در آن زمان بزرگ‌ترین ارتش خاورمیانه بود، دور بزنند.
هنگامی که گفتگوها و تهدیدهای پس از جنگ هنوز در جریان بود، صدام باز به قضیهٔ فلسطین روی آورد و اعلام کرد که اگر اسرائیل از کرانه باختری رود اردن، بلندی‌های جولان و نوار غزه عقب‌نشینی کند، او نیز از کویت باز پس می‌نشیند. این پیشنهاد صدام باعث بروز شکاف بین کشورهای عرب شد و آمریکا و کشورهای عرب را در مقابل فلسطینی‌ها قرار داد. در پایان، ائتلاف ضد اشغال هرگونه ارتباط بین موضوع فلسطین و کویت را رد کرد.

## حمله به عراق
صدام حسین نه استراتژیست است، نه درس عملیات‌جنگی خوانده، نه تاکتیک بلد است، نه ژنرال است و نه سرباز. به جز این‌ها، ارتشی خوبی‌ست. می‌خواستم این را بدانید».
ژنرال نورمن شوارتسکف، فرمانده نیروهای ائتلاف در یک کنفرانس خبری در طول جنگ خلیج فارس.

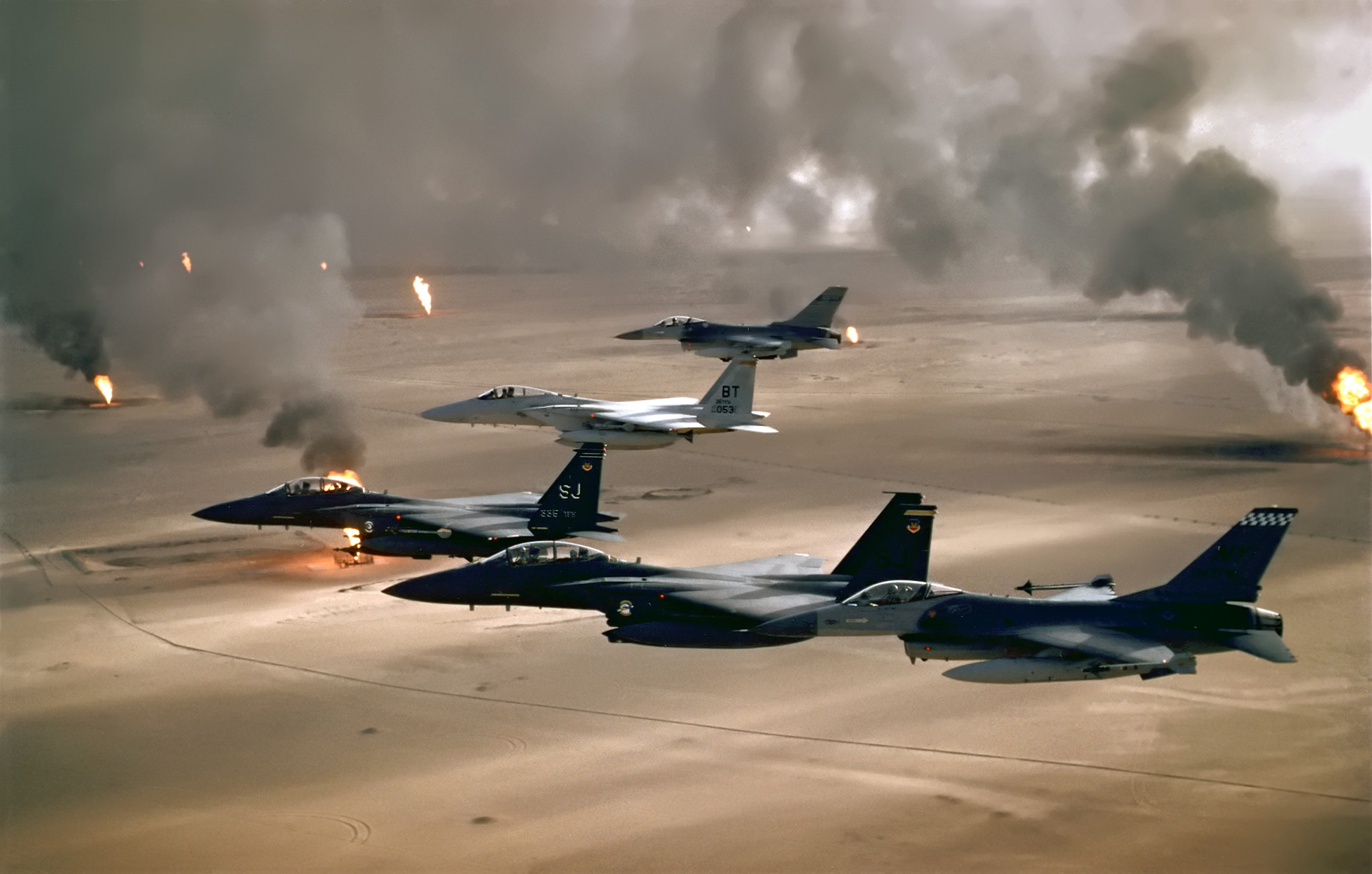
دو فروند جنگنده اف-۱۶ فایتینگ فالکن و سه فروند جنگنده اف-۱۵ ایگل متعلق به نیروی هوایی آمریکا در حال پرواز بر فراز چاه‌های نفت به آتش کشیده‌شده کویت در جریان جنگ خلیج فارس در سال ۱۹۹۱ میلادی. خاموش‌کردن کامل حدود ۸۰۰ حلقه چاه نفت کویتی به آتش کشیده‌شده توسط عراقی‌ها (به‌عنوان بخشی از راهبرد زمین سوخته عراق)، تا ۸ ماه پس از پایان جنگ به طول انجامید، اما اثرات زیست‌محیطی آن تا سال‌ها گریبان‌گیر آن کشور بود.

نقشه تحرکات نیروی زمینی از ۲۴ تا ۲۸ فوریه ۱۹۹۱ در طی عملیات طوفان صحرا

نقشه نبرد خفجی در سال ۱۹۹۱

صدام، ضرب‌الاجل شورای امنیت را نپذیرفت. آمریکا و متحدانش با پشتیبانی شورای امنیت در تاریخ ۲۶ دی ۱۳۶۹ (۱۹۹۱) حملهٔ هوایی گسترده‌ای را علیه عراق آغاز کردند. اسرائیل نیز توسط موشک‌های عراقی مورد اصابت قرار گرفت ولی از آنجا که نمی‌خواست کشورهای عرب از ائتلاف ضد عراق خارج شوند، درصدد انتقام‌جویی برنیامد. یک نیروی زمینی که اغلب افرادش از قوای مسلح آمریکایی و انگلیسی و تیپ‌های پیاده‌نظام بودند ارتش صدام را در بهمن ۱۳۶۹ (۱۹۹۱) از کویت بیرون رانده بخش جنوبی عراق را تا رود فرات اشغال کردند.
بوش پدر در ۱۵ اسفند ۱۳۶۹ (۱۹۹۱) با اشاره به درگیری‌های منطقه اعلام کرد: «موضوع، تنها یک کشور کوچک نیست، هدف ما یک عقیدهٔ تازه است- یک نظم نوین جهانی، نظمی که در آن کشورهای مختلف تحت یک جنبش گرد هم آمده تا به آرزوهای جهانی بشریت، یعنی: صلح و امنیت، آزادی و حاکمیتِ قانون دست یابند.»
ارتش پرتعداد عراق در نهایت نشان داد که دیگر نمی‌تواند در برابر نیروهای زمینی سریع‌الانتقال ائتلاف و پشتیبانی هوایی قدرتمند آن‌ها دوام بیاورد. تقریباً ۱۷۵٬۰۰۰ عراقی اسیر شده بودند و بنابر آمارهای اعلام‌شده از سوی آمریکا شمار تلفات عراقی‌ها به ۲۰٬۰۰۰ نفر می‌رسید. منابع دیگر شمار کشته‌ها را تا ۱۰۰٬۰۰۰ نفر هم برآورد می‌کردند. عراق براساس توافقنامهٔ آتش‌بس قبول کرد که همهٔ جنگ‌افزارهای شیمیایی و بیولوژیک خود را از بین برده به بازرسان سازمان ملل اجازهٔ بازرسی از پایگاه‌های خود را بدهد. تحریم تجاری سازمان ملل تا زمانی که عراق تمامی شروط را اجرا نکرده بود باقی می‌ماند.

## پیامدها

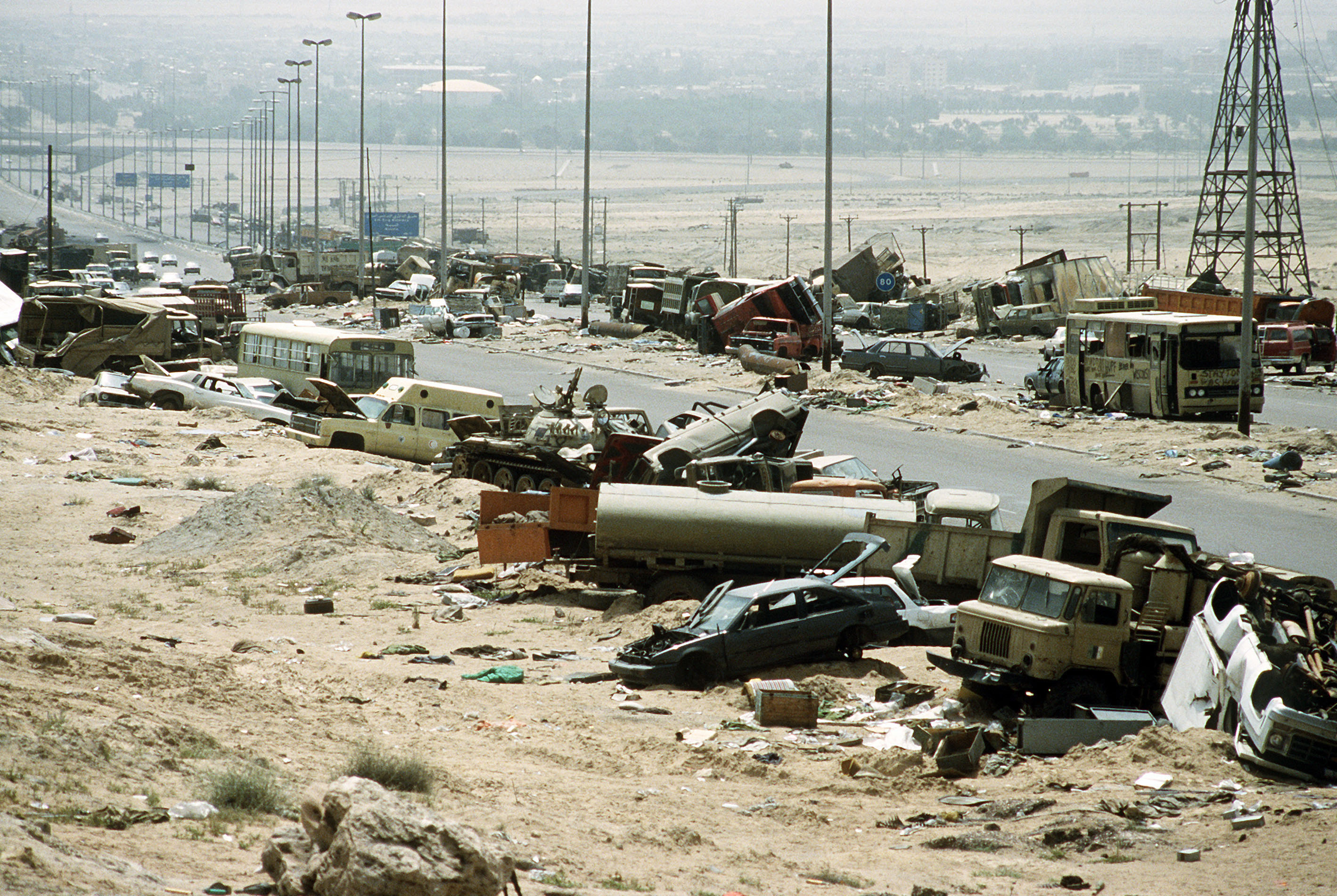
بزرگراه مرگ، بزرگراه بین شهر کویت و شهر مرزی صفوان و سپس بصره. طی حملهٔ جنگنده‌های آمریکا و کانادا در شب ۲۶–۲۷ فوریه به نیروهای عراقی در حال عقب‌نشینی از کویت، صدها خودرو نابود و بیش از ۱۰٬۰۰۰ عراقی کشته شدند.

این جنگ فرصتی برای ایران فراهم کرد تا روابط خود را با اروپا، کشورهای شورای همکاری خلیج فارس و حتی ایالات متحده بهبود بخشد. رئیس‌جمهور هاشمی رفسنجانی در تلاش برای تأثیرگذاری بر توافق پس از جنگ، با تأکید بر بی‌طرفی ایران، در فوریه ۱۹۹۱ پیشنهاد کرد که ایران ممکن است یک طرح صلح ارائه دهد، اما این پیشنهاد تا حد زیادی نادیده گرفته شد. ترس پادشاهان خلیج فارس از اینکه ایران منبع براندازی است، کاهش یافت و ایران به دنبال ایفای نقش بزرگتری در خلیج فارس بود. طبق مقاله‌ای در ۱۲ دسامبر در روزنامه عربی الشرق الاوسط (منتشر شده در لندن)، «موضع ایران در رد اشغال عراق و تغییر نقشه منطقه، بدون استثنا مورد قدردانی همه کشورهای خلیج فارس قرار گرفته است». روابط با عربستان سعودی، که از سال ۱۹۸۸ قطع شده بود، در ۲۶ مارس ۱۹۹۱ عادی شد.
وضعیت به‌وجود آمده زمینه را برای شورش‌های گروه‌های قومی و دینی فراهم کرد. پس از جنگ در عراق، ناآرامی‌های اجتماعی و قومی بین شیعیان، کردها و واحدهای نظامی ناراضی می‌توانست خطر بزرگی برای دولت صدام باشد. شورش‌های کردها در شمال و شیعیان در جنوب و مرکز عراق با بی‌رحمی تمام پاسخ داده شد.
آمریکا عراقی‌ها را تشویق به شورش علیه صدام کرد و با کنترل منطقه پرواز ممنوع بر فراز آسمان عراق به شورشیان کمک کرد. برخی آمریکا را متهم می‌کنند که برای جلوگیری از تشکیل حکومت شیعی و کردی در عراق دقیقاً در زمان شکل‌گیری شورش‌ها با عراق اعلام آتش‌بس کرد تا نیروهای ارتش به راحتی اعتراضات را سرکوب کنند. ترکیه با هرگونه استقلال کردها مخالف بود و عربستان سعودی و دیگر کشورهای محافظه‌کار عرب بیمناک وقوع یک انقلاب شیعی شبیه انقلاب ۱۳۵۷ ایران بودند. صدام، که توانسته بود پس از شکست در جنگ بحران‌ها را کنترل کند، با کشوری مواجه بود که از نظر اقتصادی و نظامی به شدت آسیب دیده بود؛ او هیچگاه نتوانست آسیب‌ها را جبران کند و دائماً بقای خود را نشانهٔ پیروزی عراق در جنگ با آمریکا اعلام می‌کرد.
صدام برای جلب‌نظر گروه‌های دینی محافظه‌کار جامعهٔ عراق مصرانه می‌خواست خود را مسلمانی مؤمن نشان دهد. برای همین، بعضی از عناصر شریعت اسلام را به قانون عراق بازگرداند. برای نمونه، در سال ۱۳۸۰ (۲۰۰۱) حکم اعدام همجنس‌گرایان، متجاوزان و فاحشگان را به قوانین عراق بازگرداند و عبارت «الله اکبر» را با دست‌خط خود به پرچم عراق افزود.
با اتمام جنگ، رابطهٔ بین ایالات متحده و عراق همچنان متشنج ماند. در فروردین ماه سال ۱۳۷۲ (۱۹۹۳) سرویس امنیتی عراق تلاش کرد بوش پدر، رئیس‌جمهور سابق آمریکا، را هنگام دیداری از کویت ترور کند، اما مأموران امنیتی کویت بمب کار گذاشته شده در خودرو را خنثی کردند. آمریکا در پاسخ به این اقدام حمله‌ای موشکی به ساختمان مرکزی اطلاعات عراق در بغداد کرد.
سیاست‌مداران آمریکایی همچنان صدام حسین را متهم به تخلف از موارد آتش‌بس نظیر توسعهٔ سلاح‌های کشتار جمعی و دیگر سلاح‌های ممنوعه، خودداری از انتشار اطلاعات دربارهٔ این سلاح‌ها و تخلف از تحریم‌های سازمان ملل و «منطقهٔ پرواز ممنوع» می‌کردند. حملات نظامی یک‌طرفهٔ آمریکا و انگلیس گاه‌وبیگاه در عراق انجام می‌شدند، که بزرگ‌ترین آن‌ها عملیات روباه صحرا نام داشت که در سال ۱۳۷۷ (۱۹۹۸) انجام شد. دلیل اصلی بحران‌ها بین سال‌های ۱۹۹۷ تا ۱۹۹۸، که موجب بمباران شدید عراق از سوی انگلیس و آمریکا شد، مالکیت سلاح‌های غیرقانونی توسط عراق اعلام شد. دو سال پس از فعالیت‌های مداوم، جنگنده‌های آمریکایی و انگلیسی در بهمن ماه سال ۱۳۸۰ (۲۰۰۱) در زمان ریاست جمهوری جرج واکر بوش (بوش پسر) با شدت بیشتری به پایگاه‌های نزدیک بغداد حمله کردند.
پس از جنگ، حمایت از صدام بین حامیان تکریتی وی، اعضای خانواده و دیگر پشتیبانانش تقسیم شد. آن‌ها مشارکت زیادی در فعالیت‌های سرکوبگرانه و مستبدانهٔ دولت داشتند. سرکوب مخالفان داخلی به شدت افزایش پیدا کرد و پسران صدام ــ عدی حسین و قصی حسین ــ به شدت نیرومند شده و موجی از ترورهای پنهان را به وجود آورده بودند. این دو به احتمال زیاد عوامل مؤثر در فرار دامادهای صدام (حسین کامل و صدام کامل) به اردن در ۱۹۹۵ بودند. دامادهای صدام، که جزو بالاترین نظامیان ارتش عراق بودند، پس از بازگشت به عراق در فوریهٔ سال بعد کشته شدند.
همکاری عراق با بازرسان سازمان ملل در طول دههٔ ۹۰ میلادی متناوب بود. دسترسی بازرسان به پایگاه‌های مورد نظر نهایتاً در سال ۱۹۹۸ قطع شد. گفته می‌شود که عراق در حال بازی دادن قدرت‌های غربی و دیگر کشورهای عرب بود و می‌خواست این‌طور نشان بدهد که مقادیر زیادی مواد ممنوعه در اختیار دارد که با استفاده از آن‌ها می‌تواند به دوران اقتدار خویش بازگردد.

### تحریم‌ها
تحریم‌های سازمان ملل که به دلیل حملهٔ عراق به کویت وضع شده بودند و از صادرات نفت عراق نیز جلوگیری می‌کردند، همچنان بر جای خود باقی‌ماندند. این تحریم‌ها موجب سختی اوضاع زندگی و نابودی اقتصاد و زیربنای عراق شدند. تنها، قاچاق کالا در مرز سوریه و کمک‌های انسانی باعث بهبود نسبی این بحران می‌شد. سازمان‌های بین‌المللی مانند یونیسف و بهداشت جهانی (WHO) تخمین می‌زنند که این تحریم‌ها بین ۵۰۰٬۰۰۰ تا ۲/۱ میلیون مرگ در پی داشته‌اند. اکثر جان‌باختگان، افراد زیر ۵ سال بوده‌اند. برخی افراد دیگر نیز که به این آمار شک دارند، برآورد می‌کنند که ۳۵۰٬۰۰۰ تن بین سال‌های ۱۳۷۰ تا ۱۳۸۰ (۱۹۹۱ تا ۲۰۰۰) بر اثر تحریم‌ها جان خود را از دست داده‌اند و بیشتر مرگ‌ها به خاطر بمباران زیرساخت‌های عراق بوده است. سازمان ملل در تاریخ ۱۸ آذر ۱۳۷۵ (۱۹۹۶) به دولت عراق اجازه داد تا مقدار محدودی از نفت خود را در ازای دریافت غذا و دارو به فروش برساند. درآمد محدودی که از بابت برنامهٔ نفت در برابر غذای سازمان ملل متحد بدست می‌آمد به عراق جاری شد.

### سندرم جنگ خلیج فارس
سندرم جنگ خلیج فارس که بیماری خلیج فارس هم خوانده می‌شود، یک اختلال مزمن چند علایمی است که کهنه سربازان بازگردنده و کارگران غیرنظامی در جنگ خلیج فارس را تحت‌الشعاع قرار می‌دهد. عوارض مزمن زیادی از جمله خستگی، درد عضلانی، مشکلات حسی، به آن نسبت داده شده است.

## کشورهای شرکت‌کننده

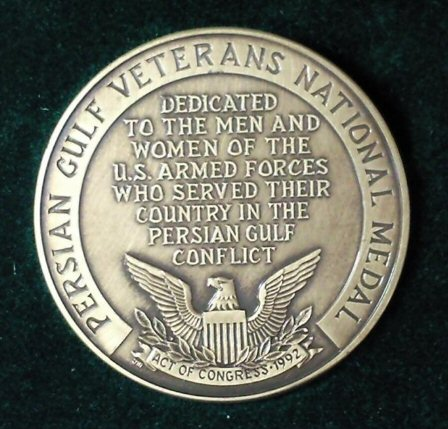
مدال ملی کهنه سربازان خلیج فارس متعلق به ارتش ایالات متحده آمریکا

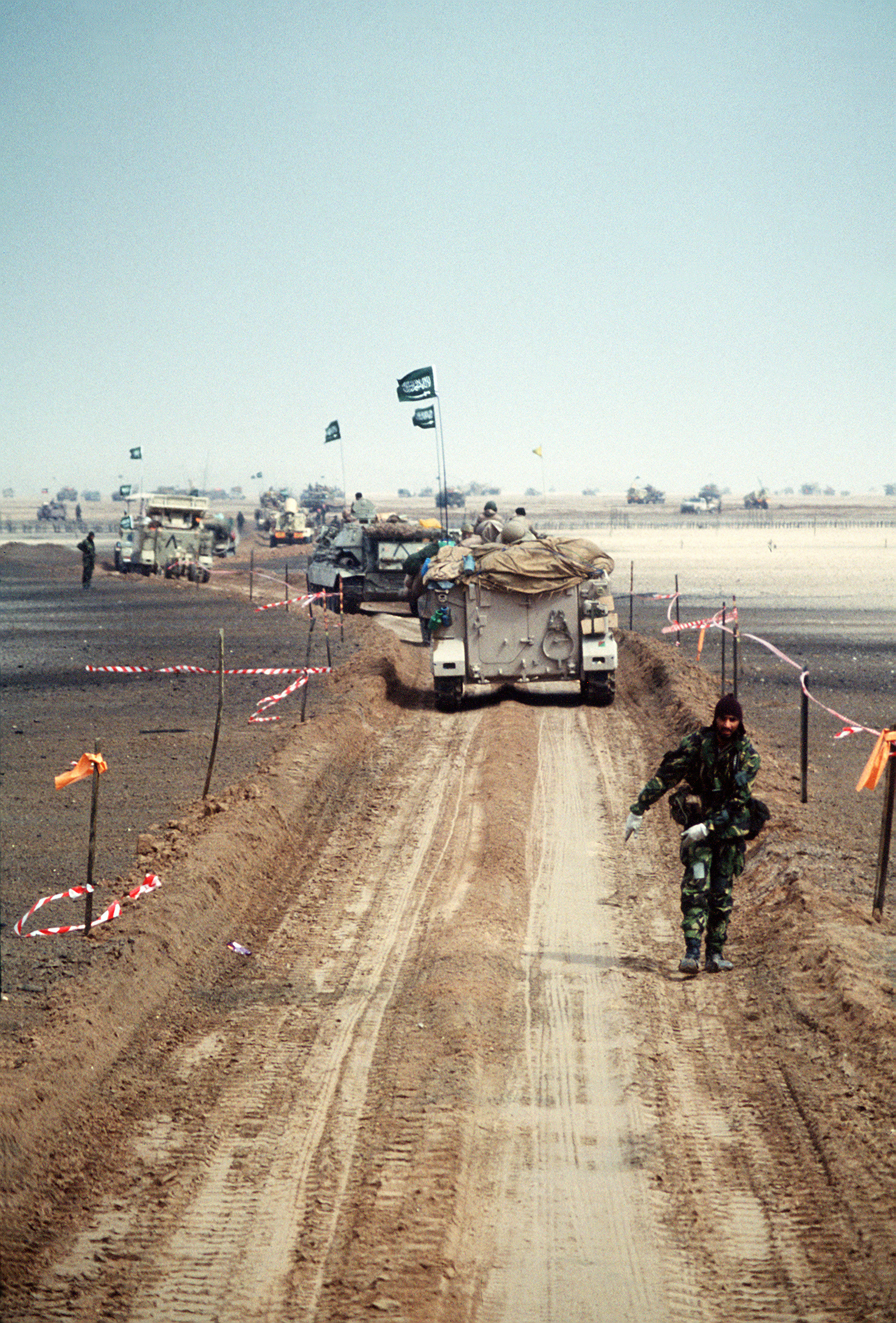
نیروهای نظامی عربستان سعودی در شهر کویت، ۱۹۹۱

- آمریکا: ۵۷۵٬۰۰۰ سرباز
- عربستان سعودی: ۵۲٬۰۰۰ سرباز
- ترکیه: ۵۰٬۰۰۰ سرباز
- بریتانیا: ۴۳٬۰۰۰ سرباز
- مصر: ۳۵٬۰۰۰ سرباز
- سوریه: ۱۶٬۰۰۰ سرباز
- فرانسه: ۱۴٬۶۶۳ سرباز
- کویت: ۷٬۰۰۰ سرباز
- پاکستان: ۵٬۵۰۰ سرباز
- کانادا: ۴٬۵۰۰ سرباز
- اسپانیا: ۳٬۰۰۰ سرباز
- امارات متحده عربی: ۲٬۰۰۰ سرباز
- مراکش: ۲٬۰۰۰ سرباز
- بنگلادش: ۲٬۰۰۰ سرباز
- عمان: ۹۵۰ سرباز
- نیجر: ۵۰۰ سرباز
- بحرین: ۲۰۰ سرباز
- سنگال: ۲۰۰ سرباز
- چکسلواکی: ۲۰۰ سرباز
- هلند: ۲۰۰ سرباز
- هندوراس: ۱۵۰ سرباز

## منبع
- Potter, Lawrence G. (2003). "GULF WAR and PERSIA". Encyclopædia Iranica (به انگلیسی). Vol. XI. p. 396-397. Retrieved 14 March 2025.